# Mike Espy
Alphonso Michael Espy, vanligen kallad Mike Espy, född 30 november 1953 i Yazoo City, Mississippi, är en amerikansk politiker. Mellan åren 1987 och 1993, arbetade han i USA:s representanthus från Mississippi. Han arbetade som jordbruksminister mellan 1993 och 1994. Han var den första afroamerikanen som blev jordbruksminister i USA. 
Espy ställde upp i fyllnadsvalet år 2018 i Mississippi. Espy blev besegrad av republikanen Cindy Hyde-Smith.

## Politiska positioner
CBS News beskrev Mike Espy som en konservativ demokrat. Espy identifierade sina egna politiska positioner som moderat. Espy kommenterade under sin senatkampanj att han skulle arbeta med vem som helst oavsett ras, kön, religion, sexuell läggning eller funktionshinder. Under 2018, sa Espy att han vill minska statens budget och att han stöder frihandel, en politisk ställning som traditionellt delas med republikanerna.